# Torneo de Antalya 2021
El Antalya Open 2021 fue un evento de tenis de la ATP Tour 250 serie. Se disputó en Antalya, Turquía desde el 4 hasta el 10 de enero de 2021.

## Distribución de puntos
| Modalidad            | Campeón | Finalista | Semifinales | Cuartos de final | 2ª ronda | 1ª ronda | Clasificados | 2ª ronda de clasificación | 1ª ronda de clasificación |
| Individual masculino | 250     | 165       | 100         | 50               | 25       | 0        | 13           | 7                         | 0                         |
| Dobles masculino     | 250     | 150       | 90          | 45               | 20       | 0        | -            | -                         | -                         |

## Cabezas de serie

### Individuales masculino
| Tenista              | Ranking | Preclasificado |
| Matteo Berrettini    | 10      | 1              |
| David Goffin         | 16      | 2              |
| Fabio Fognini        | 17      | 3              |
| Álex de Miñaur       | 23      | 4              |
| Jan-Lennard Struff   | 37      | 5              |
| Nikoloz Basilashvili | 40      | 6              |
| Miomir Kecmanović    | 42      | 7              |
| Aleksandr Búblik     | 49      | 8              |

- Ranking del 28 de diciembre de 2020.[2]

### Dobles masculino
| Tenista                       | Ranking | Preclasificado |
| Nikola Mektić Mate Pavić      | 12      | 1              |
| Ivan Dodig Filip Polášek      | 33      | 2              |
| Jérémy Chardy Fabrice Martin  | 60      | 3              |
| Nikola Čačić Frederik Nielsen | 111     | 4              |

## Campeones

### Individual masculino
Álex de Miñaur venció a  Aleksandr Búblik por 2-0, ret.

### Dobles masculino
Nikola Mektić /  Mate Pavić vencieron a  Ivan Dodig /  Filip Polášek por 6-2, 6-4